# Challenger of Santa Clarita
Il Challenger of Santa Clarita è stato un torneo professionistico di tennis giocato su campi in cemento. Faceva parte dell'ATP Challenger Series. Si sono giocate solo le edizioni 2006 e 2007 a Valencia negli Stati Uniti.

## Albo d'oro

### Singolare
| Anno | Campione          | Finalista       | Punteggio        |
| ---- | ----------------- | --------------- | ---------------- |
| 2007 | Alex Bogdanović   | Zack Fleishman  | 6–4, 6(4)–7, 6–3 |
| 2006 | Frédéric Niemeyer | Benjamin Becker | 4–6, 6–3, 6–2    |

### Doppio
| Anno | Campioni                           | Finalisti                 | Punteggio |
| ---- | ---------------------------------- | ------------------------- | --------- |
| 2007 | Harel Levy Sam Warburg (2)         | Cecil Mamiit Eric Taino   | 6–2, 6–4  |
| 2006 | John-Paul Fruttero Sam Warburg (1) | Rik De Voest Glenn Weiner | 7–5, 6–3  |